# الرسالة الثالثة إلى كورنثوس

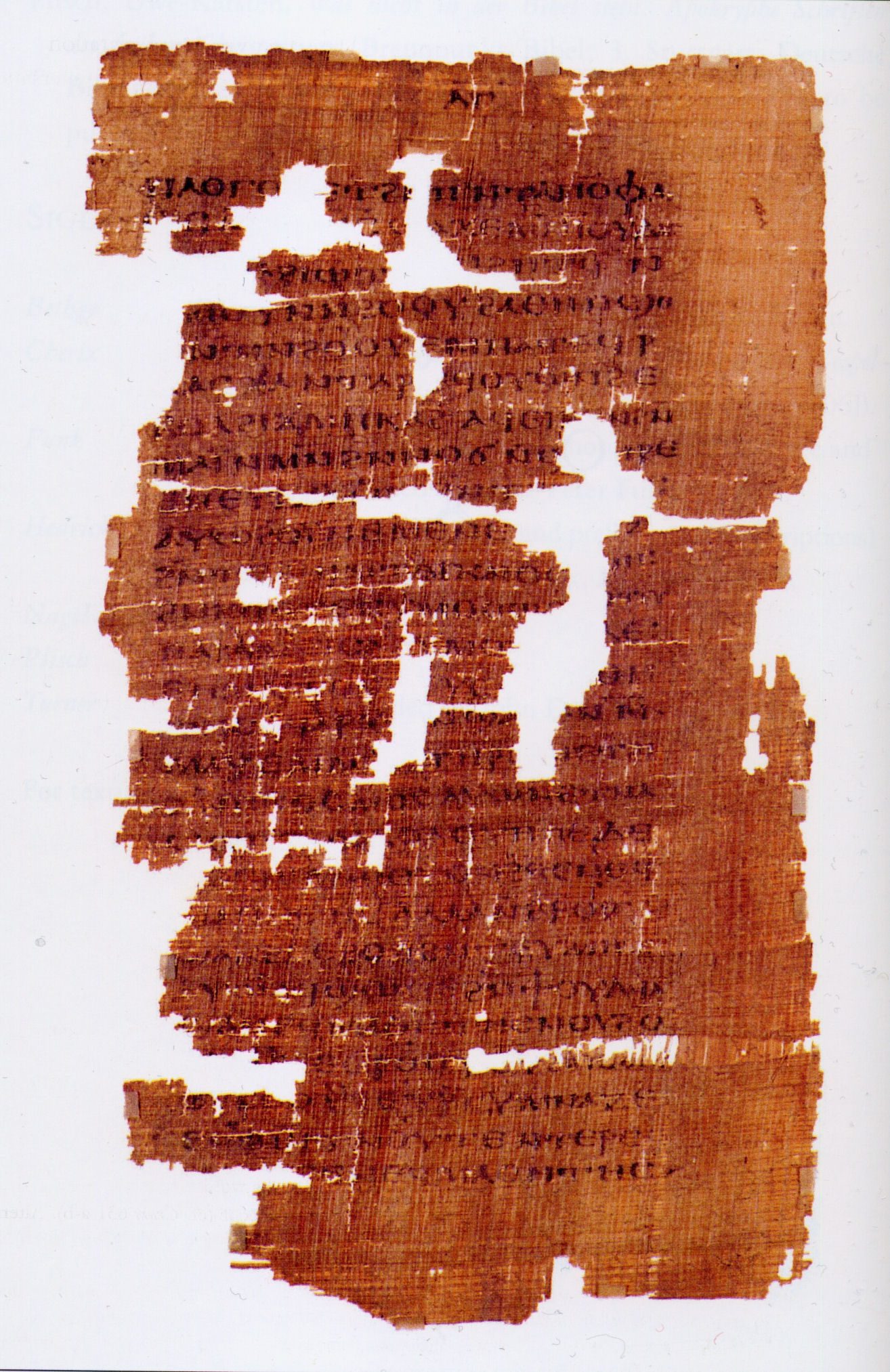

الرسالة الثالثة إلى كورنثوس او رسالة كورنثوس الثالثة، رسالة سوديبيجرفا منسوبة لبولص الطرسوسي كانت ضمن (أعمال بولس) ثم أخرجت كرسالة مستقلة ترد على رسالة أهل كورنثوس إلى بولس . لم تكن تعتبر ضمن قانون العهد الجديد في القرن 4 في الغرب لذا اعتبرت أبوكريفا. على الرغم من كل هذا، كانت رسالة كورنثوس الثالثة موجودة في قانون الكنيسة الأرمنية الأرثوذكسية لفترة من الوقت.
وفي الشرق اعتبر أفرام السوري الرسالة قانونية لانه كتب تعليقا عليها. وهي موجودة في الكتاب المقدس الأرمني Oskan Armenian Bible سنة 1666 لكنها الآن خارج العهد الجديد للأرمن الأرثوذكس يدعى كاتب الرسالة بولص الكاذب لانه ينتحل بولص ويحاول في الرسالة تصحيح تفسيرات خاطئة مزعومة في رسالتي كورنثوس الأولى والثانية بسبب تلقيه رسالة مزعومة من أهل كورنثوس.
يحاول خاصة تصحيح اقتباس من رسالة كورنثوس 1 (ان لحما ودما لا يقدران ان يرثا ملكوت الله) والتي استعملها الغنوصيون لإثبات بعث روحي فقط، ويبدو أن الأرثوذكس زوروا هذه الرسالة للرد على الغنوصيين.

## اعتبره سفر مقدس
كانت الكنيسة السورية القديمة (العدسية) تقدس رسالة القديس بولس الثالثة إلى أهل كورنثوس باعتبارها رسالة قانونية، والتي كانت مصحوبة برسالة من رعاة تلك الكنيسة، والتي كانت بمثابة إجابة لها. ولكن في بداية القرن الخامس تقريبًا وقعت الكنيسة السورية تحت تأثير اللغة اليونانية، ونتيجة لذلك فقدت الرسالة المزيفة وضعها القانوني تدريجيًا. وقد استولى عليها الأرمن المجاورون وشكلت لعدة قرون جزءًا من العهد الجديد الأرمني. الكتاب اللاتينيون واليونانيون صامتون تمامًا بشأن هذه الصورة الزائفة، على الرغم من العثور على نسخ يونانية ولاتينية. ومن الواضح أن هذا ما اقترحته رسالة بولس الأصلية المفقودة والمشار إليها في 1 كورنثوس. الخامس، 9؛ سابعا، 1. تم تأليفه من قبل القسيس حوالي 160-170، وهو هجوم مقنع على بعض الأخطاء الرئيسية في الغنوصية. كانت هذه المراسلات متداولة بشكل مستقل منذ فترة طويلة، ولكن ثبت مؤخرًا أن الوثيقة قد دمجت في أعمال القديس بولس.

## وصلات خارجية
- رسالة كورنثوس الاولى
- سفر اعمال بولس